# マザール

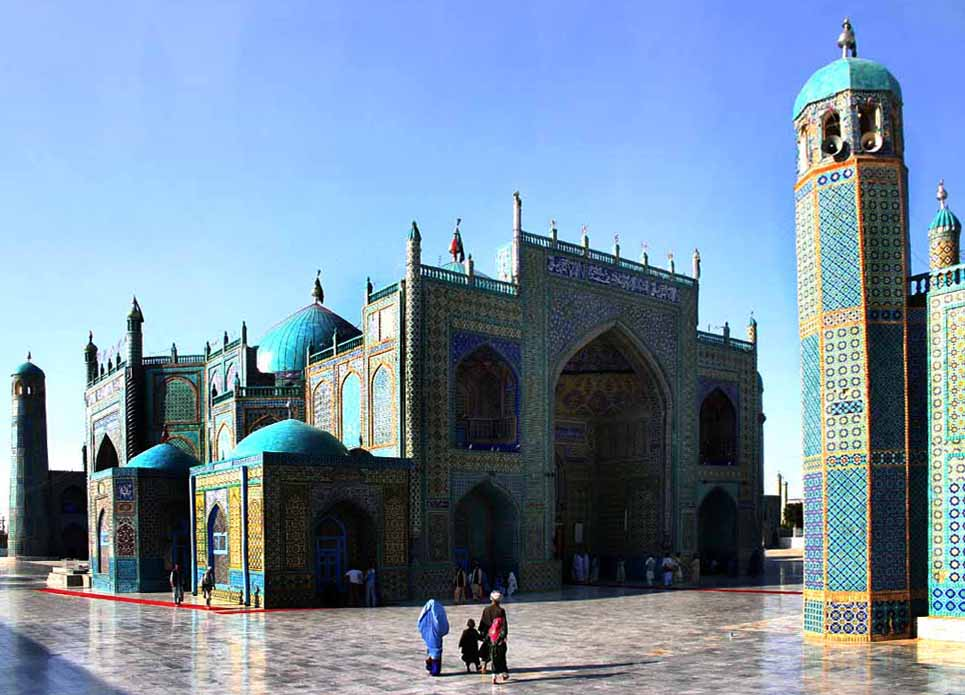
イスラム教スンニ派初代イマームのアリー・イブン・アビー・ターリブを祭るブルーモスク（アフカニスタンのマザール・イ・シャリーフ）

マザール（アラビア語: مَزَار、英語: Mazar）は、マルカド（مَرْقَد、marqad）などとも呼ばれるのは、世界のいくつかの場所にあるイスラム教の霊廟や祠のことで、一般的には聖人や著名な宗教指導者のものである。中世のアラビア語の書物では、同じ概念を表す言葉としてマシャド（مَشْد、 mašhad ）またはマカーム（maqām）という言葉も使われることがある。

## 語源
マザール Mazār 、複数形mazārāt（مَزَارَات）は、ziyāra（زيارة、「訪問」を意味する）に関連している。 訪問する場所と時間を指す。アラビア語を起源とし、ペルシア語やヒンディー語・ウルドゥー語・中国語（中国語: 麻扎）にも借用されている。また、Mašhad, 複数形mašāhid（مشاهد) は、šahīd(شهيد, 「殉教者」の意) という単語に関連している。神の大義のために命を捧げた殉教者の安息の地を指す。

## 主な例
マザールはアジア・アフリカを主体に、世界の各地のイスラム教世界に広がっている。

## 参照項目
- イスラム教の広がり